# 傑默·康戴拉瑞歐
傑默·康戴拉瑞歐（1993年11月24日—），為美國職棒大聯盟的三壘手，目前效力於紐約洋基。他先前曾效力於小熊、老虎、國民、小熊與紅人等隊。

## 職業生涯

### 芝加哥小熊
2016年7月3日，康戴拉瑞歐登上大聯盟。他這年在小熊隊僅出賽5場比賽，打擊率只有0成91。於是他在7月9日又回到小聯盟。這年小熊隊順利打破山羊魔咒，拿下世界大賽冠軍。雖然康戴拉瑞歐沒有進入球隊的季後賽名單，不過他仍拿下個人第一枚冠軍戒。

### 底特律老虎
2017年7月31日，小熊隊將康戴拉瑞歐、伊薩克·帕瑞迪斯和一名日後指定球員交易至老虎隊，換來艾力克斯·艾維拉和賈斯汀·威爾森。當時球隊將康戴拉瑞歐下放3A，他到8月7日才完成在老虎隊的初登場。該年他的打擊率為3成30，並敲出2轟與13分打點。
2018年，康戴拉瑞歐逐漸站穩老虎的三壘大位。他在5月中因為肌腱炎而進入10天傷兵名單。該年他的打擊率為2成24，並敲出19轟與54分打點。
2019年3月31日，康戴拉瑞歐完成生涯首次單場5安打。不過這年他的打擊表現相當糟糕，中間還一度被放進讓渡名單內。這年他的打擊率僅2成03，並敲出8轟與32分打點。
2020年，康戴拉瑞歐再度成為球隊先發三壘手。不過他在一壘手C·J·克隆受傷後轉往一壘頂替。9月10日，他在雙重賽都有敲出全壘打。該年他的打擊率為2成97，並敲出7轟與29分打點。其中還敲出球隊最多的21支長打。
2021年1月15日，康戴拉瑞歐與老虎續簽1年285萬美元的合約。整季他的打擊率為2成71，並敲出16轟與67分打點。2022年3月22日，康戴拉瑞歐再與老虎續簽1年580萬美元的合約。6月7日，他因為左肩脫臼一度進入傷兵名單。整季他的打擊率為2成17，並敲出13轟與50分打點。球季結束後，他成為自由球員。

### 華盛頓國民
2022年11月29日，康戴拉瑞歐與國民簽下1年500萬美元的合約。

### 芝加哥小熊（二次）
2023年7月31日，國民將康戴拉瑞歐交易到小熊，換來DJ Herz和Kevin Made。

## 外部連結
- 球員資訊和成績在MLB ，ESPN ，Retrosheet ，Baseball Reference ，Baseball Reference (Minors) ，Fangraphs ，The Baseball Cube （英文）
- 傑默·康戴拉瑞歐的X（前Twitter）
- 傑默·康戴拉瑞歐的Instagram帳戶